# Blaga Aleksova
Blaga Aleksova, makedonska arheologinja, * 24. januar 1922, Tetovo, Kraljevina SHS, † 12. julij 2007, Skopje, Republika Makedonija.
Kot arheologinja je vodila številna izkopavanja, leta 1997 pa je postala članica Makedonske akademije znanosti in umetnosti.

## Življenjepis
Blaga Aleksova se je rodila 24. januarja 1922 v Tetovu v takratni Kraljevini SHS. Po srednji šoli je nadaljevala s študijem na oddelku umetnostne zgodovine na Univerzi sv. Cirila in Metoda v Skopju. Leta 1958 je zagovarjala svoj doktorat iz srednjeveške arheologije na Univerzi v Lublinu. Med letoma 1948 in 1950 je delala kot kustosinja v Mestnem muzeju Skopje, potem pa je 15 let vodila Oddelek za srednjeveško arheologijo v Arheološkem muzeju. Med letoma 1962 in 1975 je bila direktorica tega muzeja. Leta 1971 in leta 1983 je bila štipendistka na Dumbarton Oaksu v ZDA. Med letoma 1975 in 1983 je delovala na Inštitutu za umetnostno zgodovino kot profesorica srednjeveške in zgodnje krščanske arheologije. Upokojila se je leta 1983. Od leta 1997 je bila članica Makedonske akademije znanosti in umetnosti.
Med letoma 1952 in 1956 je vodila raziskovanje na območju mesta Demir Kapija, kjer je odkrila ruševine zgodnje krščanske bazilike, ki so bili prepoznani kot spomenik makedonske zgodovine. Leta 2011 je prišlo do odločitve za obnovo teh ruševin. Kot del jugoslovansko-ameriških raziskovalnih projektov, je Aleksova vodila raziskovanja v krajih Bargala in Stobi. Med opravljenimi raziskovalnimi deli, ki so potekala med letoma 1966 in 1971, so odkrili baziliko, mestni rezervoar in stanovanjski kompleks. Leta 1975 je vodila arheološka dela na arheološkem najdišču Kale, ob izlivu rek Zletovska in Bregalnica, blizu mesta Krupište. Na podlagi raziskav je bilo dokazano, da sta na tej lokaciji brata Ciril in Metod prvič zapisala glagolico, čeprav se s to trditvijo ne strinjajo vsi znanstveniki. Leta 1981 je vodila raziskovanje v mestu Stobi, na področju predvojnih arheoloških raziskovanj, kjer je bila odkrita bazilika, za katero se je izkazalo, da je najstarejša krščanska cerkev v Makedoniji.
Umrla je 12. julija 2007 v Skopju.

## Publikacije
- Prosek-Demir Kapija. Slovenska nekropola i slovenske nekropole u Makedoniji, 1966[10]
- Studies in the antiquities of Stobi. Volume III, 1981, soavtor: James Wiseman[11]
- Episkopijata na Bregalnica : prv slovenski crkoven i kulturno-prosveten centar vo Makedonija, 1989[12]
- Loca sanctorum Macedoniae = Kult na martirite vo Makedonija od IV do IX vek, 1995[13]

## Komemoracija
Leta 2008 je Makedonska akademija znanosti in umetnosti objavila knjigo Spomenica posvetena na Blaga Aleksova, redoven člen na Makedonskata akademija na naukite i umetnostnte: 1992 - 2007.